# Catagramma macrifasciata
Catagramma macrifasciata är en fjärilsart som beskrevs av Dillon 1948. Catagramma macrifasciata ingår i släktet Catagramma och familjen praktfjärilar. Inga underarter finns listade i Catalogue of Life.